# Svea hovrätt
A Svea hovrätt (em português:  Tribunal de Apelação da Svealand), é um dos 6 tribunais de apelação de 2ª instância (Hovrätt) do sistema judicial da Suécia. Foi fundada em 1614, e está sediada no Palácio Wrangel, em Estocolmo.